# 教室中的比馬龍效應
《教室中的比馬龍效應》（英語：Pygmalion in the Classroom）是1968年由羅伯特·羅森塔爾與雅各布森協同寫作的故事。故事主要內容為關於教師期望對一年級和二年級學生表現的影響，如果教師趁早操控對學生的期望能力，這些期望將延續到影響教師的行為，進而影響學生在智商測試中的表現。若對教師產生高期望將導致高水準的智商測試，反之低期望則將導致低智商。